# Gino Roncaglia (filosofo)
Gino Roncaglia (Roma, 11 gennaio 1960) è un filosofo e saggista italiano.

## Biografia
Nato a Roma, è figlio del filologo Aurelio Roncaglia, nipote dell'omonimo musicologo Gino Roncaglia e fratello dell'economista Alessandro Roncaglia.
Laureatosi in filosofia alla Sapienza Università di Roma nel 1984, è stato allievo di Tullio Gregory e Alfonso Maierù. Nel 1986 consegue il perfezionamento in Informatica umanistica, sempre presso la Sapienza. Consegue poi il dottorato in Filosofia nel 1993, presso l'Università di Firenze. È professore ordinario di Editoria digitale, Filosofia dell'informazione e Digital Humanities presso l'Università di Roma Tre. In precedenza, dal 1996 al 2019 era stato prima ricercatore, poi professore associato presso l'Università della Tuscia, dove ha diretto un master in e-learning e corsi di perfezionamento su eBook e futuro del libro e sul web semantico. Dal 1983 al 1995 era stato documentarista bibliotecario presso l'Archivio Storico della Camera dei deputati, occupandosi dei primi progetti di digitalizzazione della documentazione storica.
Fra i pionieri dell'uso di internet in Italia e della riflessione sulle sue potenzialità culturali (in particolare nel settore dell'editoria e degli ebook), è socio fondatore  dell'Associazione culturale Liber Liber. È stato autore con Marco Calvo, Fabio Ciotti e Marco A. Zela della fortunata serie di manuali su Internet pubblicati dalla casa editrice Laterza (sei edizioni e oltre venti ristampe fra il 1996 e il 2004). Oltre che sul mondo del web, sull'editoria digitale e sulle culture di rete, ha pubblicato numerosi studi e ricerche anche sulla storia della logica fra il Medioevo e Leibniz.
In ambito televisivo è stato fra gli autori della trasmissione Rai MediaMente e di numerosi altri programmi televisivi legati al mondo delle nuove tecnologie e delle reti, nonché dei programmi culturali Nautilus e Zettel - Filosofia in movimento in onda a partire dal gennaio 2012 sul canale Rai Scuola. Durante l'emergenza COVID-19, è stato autore e conduttore dei programmi di RAI Cultura Scuola@Casa, Scuola@Casa News e Scuola News, dedicati all'aggiornamento metodologico del corpo docente nei campi della didattica on-line e della didattica digitale integrata. Con Roberto Casati è autore di un progetto - denominato Wikilex - per l'uso di strumenti wiki nel drafting normativo, in un contesto di democrazia partecipata.
Ha fatto parte dal settembre 2015 del Comitato tecnico scientifico per le biblioteche e gli istituti culturali  del Ministero dei beni e delle attività culturali e del turismo, da cui si è dimesso per protesta nel maggio 2016.

## Opere principali
- L'architetto e l'oracolo. Forme digitali del sapere da Wikipedia a ChatGPT. Roma-Bari: Laterza, 2023.
- L'età della frammentazione. Cultura del libro e scuola digitale. Roma-Bari: Laterza, 2017-2018; seconda edizione accresciuta, Roma-Bari: Laterza, 2020.
- L'editoria fra cartaceo e digitale. Milano: Ledizioni, 2012.
- La quarta rivoluzione. Sei lezioni sul futuro del libro. Roma-Bari: Laterza, 2010.
- Lingua e tecnologia. Usi della lingua e strumenti di rete, in Istituto dell'Enciclopedia Italiana. Il libro dell'anno 2010: 308-20, Roma: Istituto dell'Enciclopedia Italiana, 2010.
- Google Book Search e le politiche di digitalizzazione libraria. Digitalia, vol. 2 (2009): 17-35.
- Dai metadati all'harvesting. La gestione di risorse informative attraverso repository interoperabili. Culture del testo e del documento, vol. 26 (2008).
- Internet 2004. Manuale per l'uso della rete, con Marco Calvo, Fabio Ciotti, Marco A. Zela. Roma-Bari: Laterza, 2004.
- Blogosfera e feed RSS. Una palestra per il Semantic web? Networks. Rivista di filosofia dell'intelligenza artificiale e scienze cognitive, 2 (2003).
- Frontiere di rete. Internet 2001: cosa c'è di nuovo?, con Marco Calvo, Fabio Ciotti, Marco A. Zela. Roma-Bari: Laterza, 2001.
- Il mondo digitale. Introduzione ai nuovi media, con  Fabio Ciotti (13º edizione 2010). Roma-Bari: Laterza, 2000.
- Palaestra Rationis. Discussioni su natura della copula e modalità nella filosofia Scolastica tedesca del XVII secolo. Firenze: Olschki 1996.